# AJ・ラム
AJ・ラム（AJ Lam、1998年7月29日 - ）は、スーパーラグビー・パシフィック、ブルーズに所属するラグビーユニオン選手。

## プロフィール
- ニュージーランド・オークランド出身[1]。
- ポジションはウィング(WTB)、センター(CTB)。
- 身長 188cm、体重 100kg
- 兄のベンと甥のジャック・セイララもラグビー選手[2]。
- オールブラックスXVに選ばれたことがある[3]。

## 略歴
オークランドを経て、2021年、ブルーズに加入。

## 受賞歴
- 2025年スーパーラグビー・パシフィック チーム・オブ・ザ・イヤー:14回(センター2) [5]。